# Abraxas nepalilluminata
Abraxas nepalilluminata là một loài bướm đêm trong họ Geometridae.